# Twin Fantasy
Twin Fantasy (Face to Face) es el duodécimo álbum de estudio de la banda estadounidense de rock indie Car Seat Headrest, publicado el 16 de febrero de 2018. Se trata de una reedición y reelaboración completa del sexto álbum de la banda, Twin Fantasy, originalmente escrito, producido y editado por el cantante principal del grupo, Will Toledo, y publicado en 2011.

## Contexto
Twin Fantasy era el título de un álbum en solitario publicado por el cantante y compositor principal de Car Seat Headrest, Will Toledo, el 2 de noviembre de 2011. En una entrevista con CityBeat, Toledo explicó que, debido a su falta de recursos, Twin Fantasy no pudo lograr el alcance que había pretendido originalmente, y añadió que «el proyecto parecía no haber llegado a su conclusión». En un principio, Toledo había considerado un relanzamiento, sin reedición de los temas del álbum, pero después de reunirse con el sello independiente Matador Records en 2015, Toledo decidió revisar el material en su totalidad, después de ya haber publicado Teens of Style y Teens of Denial a través de esta discográfica.

## Grabación y publicación

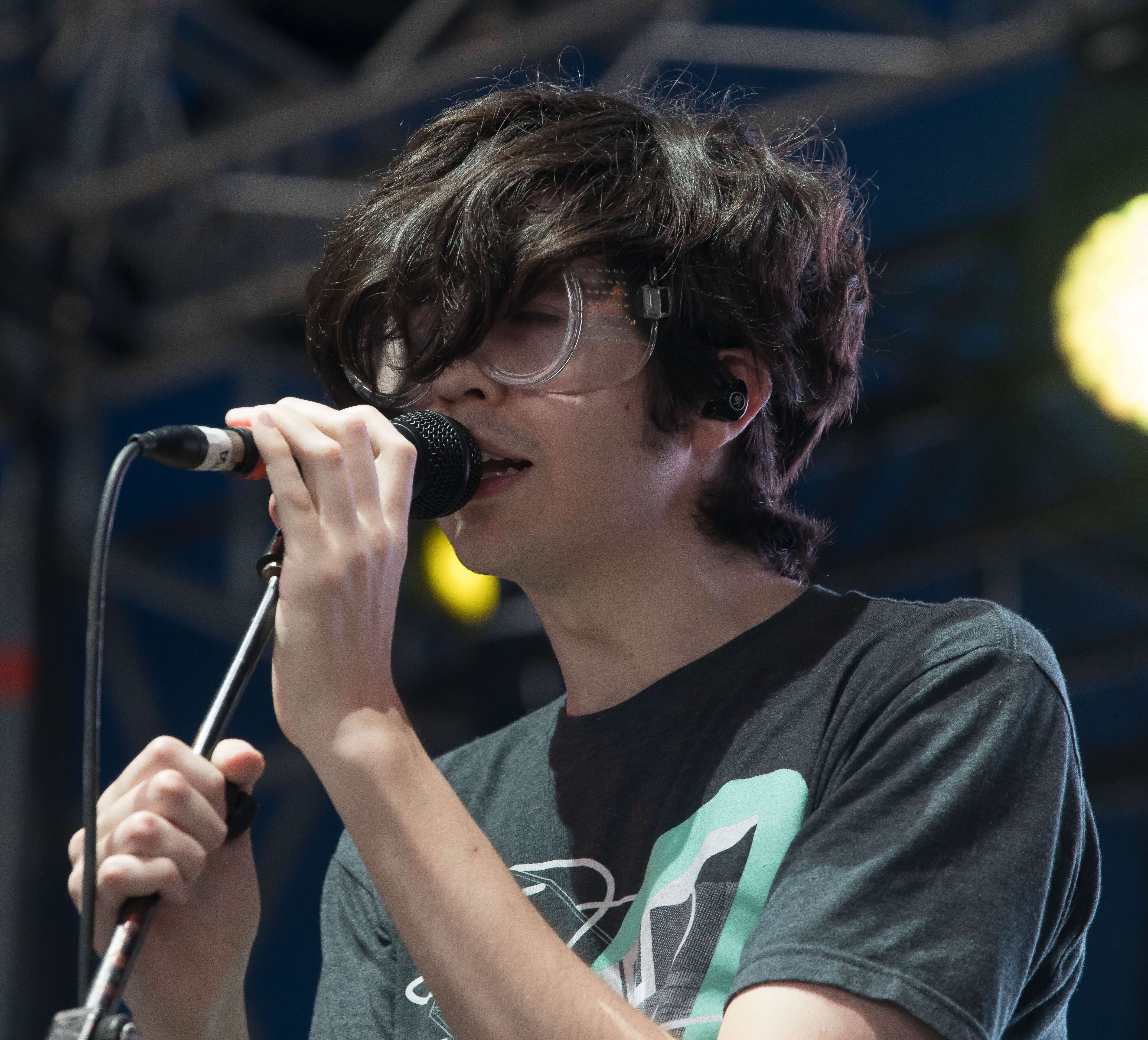
Will Toledo, cantante principal de Car Seat Headrest y autor de las canciones de Twin Fantasy en concierto en 2018

La grabación de Twin Fantasy (Face to Face) comenzó en 2016. Gran parte del trabajo instrumental se grabó en vivo en Soundhouse en Seattle. Las voces fueron grabadas por separado por el ingeniero Adam Stilson en los estudios Decade Music de Chicago. La postproducción y la mezcla se llevaron a cabo entre Decade Music y el apartamento de Will Toledo, y la mayoría de los efectos, temas y mezclas finales se ejecutaron a través de la consola de mezclas antigua del estudio. «Stop Smoking (We Love You)» fue grabada por Toledo en su apartamento.
El 13 de diciembre de 2017, la banda lanzó digitalmente una versión regrabada de «Beach Life-In-Death» sin previo aviso. Debido a esta acción, los seguidores de la banda tenían la esperanza de que el álbum fuera regrabado y publicado poco después. El 27 de diciembre de 2017, varios usuarios encontraron una lista de Amazon que detallaba una versión regrabada de Twin Fantasy y posteriormente la subieron al subreddit de la banda. A esto le siguió una lista en SRCVinyl.com con fecha del 16 de febrero de 2018, que contenía una versión abreviada del comunicado de prensa de Matador Records.
El 9 de enero de 2018, Matador reveló oficialmente la publicación de la regrabación, titulada Twin Fantasy (Face to Face), junto con un anuncio de la gira y un vídeo musical del sencillo «Nervous Young Inhumans». El álbum salió al mercado a través de Matador el 16 de febrero, como se había anunciado anteriormente. La grabación original fue retitulada Twin Fantasy (Mirror to Mirror), y una versión de la misma en vinilo se editó como parte del Record Store Day el 21 de abril.

## Contenido
El álbum, englobado en un estilo de rock indie, relata de forma introspectiva la historia de un romance gay que Will Toledo, el autor, vivió en su adolescencia tardía. A través de esta introspección, Toledo revisita sus experiencias con el amor y el desamor, la sexualidad y el sexo, así como cuestiones de identidad y propósito, desde una perspectiva más madura.
Las canciones fueron escritas por Toledo aproximadamente una década antes de la reedición del álbum publicado en 2018, durante su estancia en la residencia universitaria en la que habitaba.
Años después de la publicación del álbum original en 2011, la persona objeto romántico del álbum salió del armario como mujer trans. Will Toledo consultó con ella diferentes aspectos del nuevo álbum (como modificaciones a las letras o aspectos del marketing) con el objetivo de respetar su privacidad y preferencias.

## Recepción de la crítica
El álbum fue laudado por la crítica musical contemporánea. En el sitio web de reseñas agregadas Metacritic, el álbum recibió una puntuación de 87 sobre 100 según 21 reseñas, lo que indica «reconocimiento universal».  Hannah Vettese de Record Collector le otorgó al álbum la puntuación más alta, calificando las letras de Toledo como «estimulantes», y describiendo el álbum como «un disco que no es simplemente un disco para salir del paso, sino más bien un trabajo de perfeccionismo que otorga a un ya gran álbum la modernización que se merece». El récord recibió una certificación de «Mejor Música Revelación» de Pitchfork; y Mark Richardson comentó que «Toledo ha conseguido publicar un álbum con un grado discordante de especificidad que toca sentimientos familiares para casi cualquiera que haya experimentado el deseo y la angustia juvenil». En un artículo sobre el «Álbum del día» de Bandcamp Daily, J. Edward Keyes describió Twin Fantasy como «no sólo el mejor álbum del catálogo de Toledo, [sino] uno de los mejores álbumes de rock del año», concluyendo la crítica añadiendo que «se trata de un disco de rock abrasador de tremendo alcance y peso, ricamente detallado y repleto de melodías memorables. Es la primera obra maestra de Car Seat Headrest». El periodista de American Music, Robert Christgau, otorgó al álbum una puntuación A-, añadiendo que su canción favorita era también la más corta, «Stop Smoking».

## Lista de canciones
Todas las canciones escritas y compuestas por Will Toledo. 
| N.º | Título                       | Duración |  |
| 1.  | «My Boy (Twin Fantasy)»      | 2:52     |  |
| 2.  | «Beach Life-in-Death»        | 13:19    |  |
| 3.  | «Stop Smoking (We Love You)» | 1:29     |  |
| 4.  | «Sober to Death»             | 5:04     |  |
| 5.  | «Nervous Young Inhumans»     | 5:25     |  |
| 6.  | «Bodys»                      | 6:46     |  |
| 7.  | «Cute Thing»                 | 5:39     |  |
| 8.  | «High to Death»              | 7:39     |  |
| 9.  | «Famous Prophets (Stars)»    | 16:10    |  |
| 10. | «Twin Fantasy (Those Boys)»  | 6:54     |  |

- «Cute Thing» contiene elementos de la canción del grupo They Might Be Giants «Ana Ng», escrita por John Linnell y John Flansburgh.

## Posicionamiento en las listas
| Lista (2018)                                       | Posición más alta |
| -------------------------------------------------- | ----------------- |
| Bélgica (Ultratop Flandes)                         | 43                |
| Bélgica (Ultratop Valonia)                         | 200               |
| Países Bajos (Album Top 100)                       | 88                |
| Nueva Zelanda New Zealand Heatseeker Albums (RMNZ) | 1                 |
| Escocia (Scottish Albums Chart)                    | 29                |
| España Álbumes de España (PROMUSICAE)              | 96                |
| Reino Unido (UK Albums Chart)                      | 68                |
| Estados Unidos (Billboard 200)                     | 92                |
| Estados Unidos (Independent Albums)                | 3                 |
| Estados Unidos (Top Alternative Albums)            | 5                 |
| Estados Unidos (Top Rock Albums)                   | 11                |